# Huamani de Kiri-Kiri
Quiri Quiri fue un huamani (provincia) del Imperio Incaico, uno de los 28 que conformaron el Collasuyo. Su territorio actualmente es parte de Argentina.
Según la interpretación del lingüista Rodolfo Cerrón Palomino, Quiri Quiri provendría de la voz quechua "quri", que se traduce como "oro". Por otro lado, en el idioma puquina, "quri iqui" significa "señor áureo" o "señor de oro". 
Aunque no está claro si en el Imperio incaico existieron jurisdicciones territoriales a la manera de como hoy las entendemos, las crónicas españolas mencionan provincias incaicas por las cuales pasaron los conquistadores en el actual territorio argentino. Habitualmente se las denomina hoy con la palabra aimara wamani y fueron al menos cuatro en Argentina: Humahuaca u Omaguaca, Chicoana o Sikuani, Quiri Quiri o Kire Kire y Cuyo o Kuyun. Algunos historiadores creen que existió otra provincia: Tucma o Tucumán y otros que Cuyo era parte del huamani de Chile o Chili.
Su ubicación corresponde a partes de las provincias de Salta, Catamarca, Tucumán y La Rioja en Argentina. Quiri Quiri más específicamente comprendía el sur de los valles Calchaquíes comenzando en Pompona (hoy La Angostura), todo el valle de Santa María y los valles de Andalgalá, Hualfín y Abaucán hasta el norte de la provincia de La Rioja. 
Estaba habitada por diaguitas calchaquíes y yocaviles y por un gran número de mitimaes. Tenía dos asientos principales en Shincal y en Tolombón.

## Los wamanis
Los wamanis eran representados por el valle principal de la región y, a su vez, estos eran divididos en sayas o sectores. Los sayas eran generalmente dos: Hanansaya o «sector de arriba», y Hurinsaya o «sector de abajo». Sin embargo, los wamanis a menudo pueden corresponder a estados preincaicos, llamados curacazgos o llaqtas por los historiadores. Estos estados están formados por varios estados pequeños, que se convierten en sectores o sayas.
La saya comprendía un número variable de aillus, cuya extensión era variable también. El aillu poseía un territorio determinado, que suele llamarse marca, y dentro del cual cada varón adulto (purej) recibía un lote de terreno (topu), para su sustento y el de su familia. La extensión del topu variaba según la calidad de la tierra. Los lotes para el sustento de los pobladores del aillu formaban un tercio de la totalidad de los terrenos cultivados, mientras que los productos de los dos tercios restantes eran trabajados por los miembros del aillu y recaudados en tercios para el sustento de la nobleza y el Estado incaico y para el de la estructura religiosa, respectivamente.
Cada wamani estaba tutelado por un Apu Wamani (señor de las montañas) representado en las más altas cumbres de la región. Los apus eran montañas tenidas por vivientes desde épocas preincaicas en varios pueblos de los Andes, a los cuales se les atribuía influencia directa sobre los ciclos vitales de la región que dominan. En estos cerros tutelares existían estructuras o plataformas donde se desarrollaban diversos ritos, específicamente en los santuarios de altura, entre los que se cuentan sacrificios humanos llamados Capac Cocha. En el wamani de Quiri Quiri se encuentra el cerro Chuscha, que tiene un santuario de altura en el cual en 1924 fue encontrada la momia de cerro Chuscha.

## Conquista incaica

Expansión de Túpac Yupanqui hacia el sur, en amarillo.

Según las crónicas recogidas por los españoles, en 1478 el inca Túpac Yupanqui conquistó a los chichas del sur de Bolivia y en 1479 ingresó al actual territorio argentino conquistando en 1480 el área de Quire Quire, esto sin embargo, contradice las dataciones arqueológicas que señalan la fecha en torno a 1450. 
El cronista Pedro Cieza de León escribió que las campañas sobre los actuales países de Chile y Argentina fueron simultáneas, siguiendo esta versión el inca organizó un ejército de 50 000 soldados al que dividió en dos columnas, una al mando de Sinchi Roca sobre Chile y la otra bajo su mando personal, que descendió por el altiplano y se enfrentó a los calchaquíes. Estos se atrincheraron en sus fortalezas que tuvieron que ser conquistadas y destruidas una por una.
Cieza de León expresó que: 

"Caminó por toda la provincia del Collao hasta salir de ella (...) Yendo victorioso adelante de los Charcas, atravesó muchas tierras o provincias y grandes despoblados de nieve hasta que llegó a lo que llamamos Chile y señoreó y conquistó todas aquellas tierras, en los cuales dicen llegaron hasta el río Maule. En lo de Chile, hizo algunos edificios y tributáronle de aquellas comarcas mucho oro en tejuelos. Dejó gobernadores y mitimaes y, puesto en orden lo que había ganado, volvió al Cusco".

El sucesor de Túpac Yupanqui, Huayna Cápac, pasó luego con sus ejércitos por Jujuy, Salta y Tucumán lanzando ataques contra los chiriguanos y después cruzó a Chile.
El dominio incaico en la región llegó formalmente a su fin con la expedición a Chile en 1535 del español Diego de Almagro, a quien el emperador Carlos I de España le había adjudicado la gobernación de Nueva Toledo en 1534.

## Construcciones incaicas en Quiri Quiri

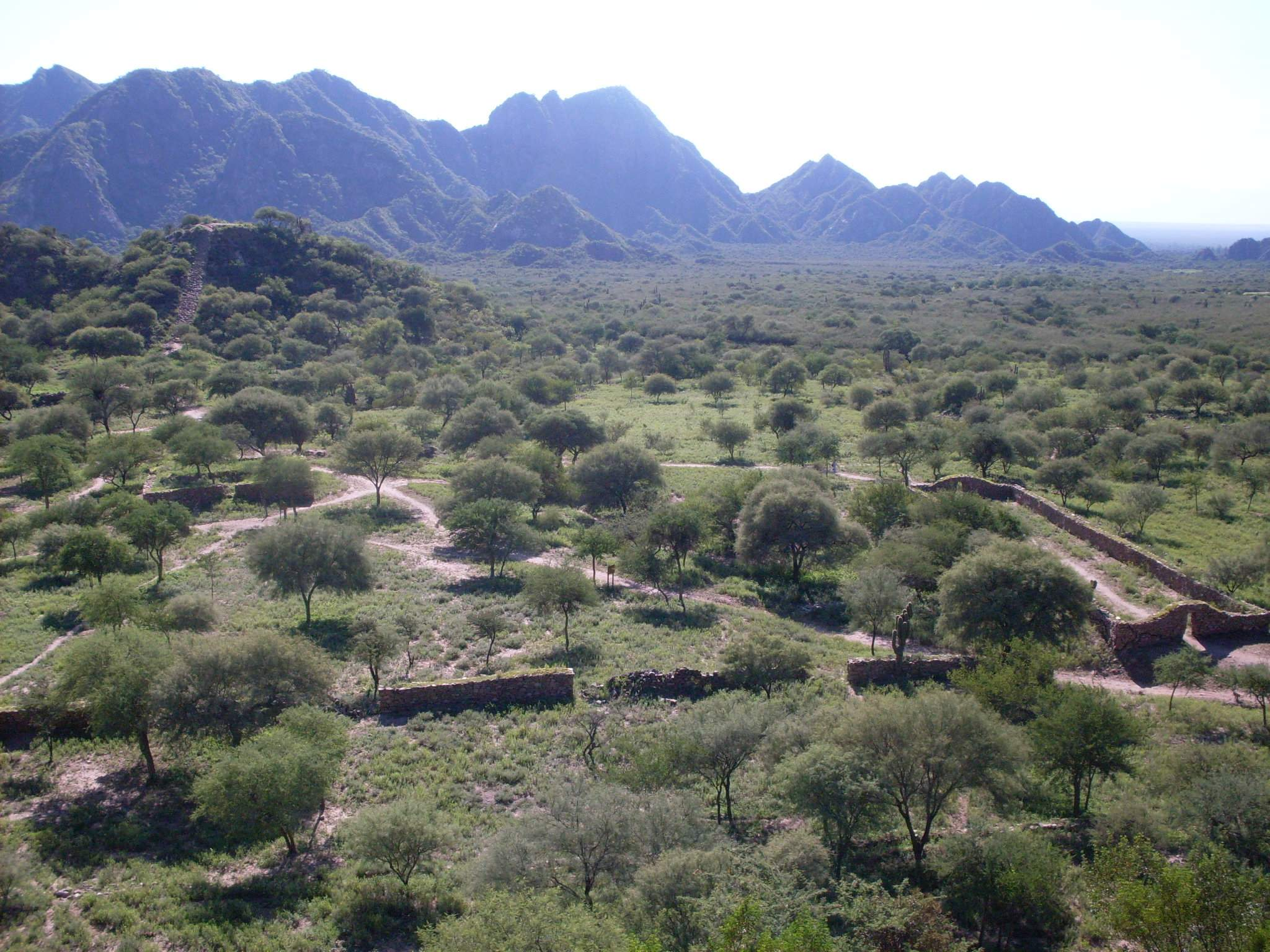
Shincal en la provincia de Catamarca.

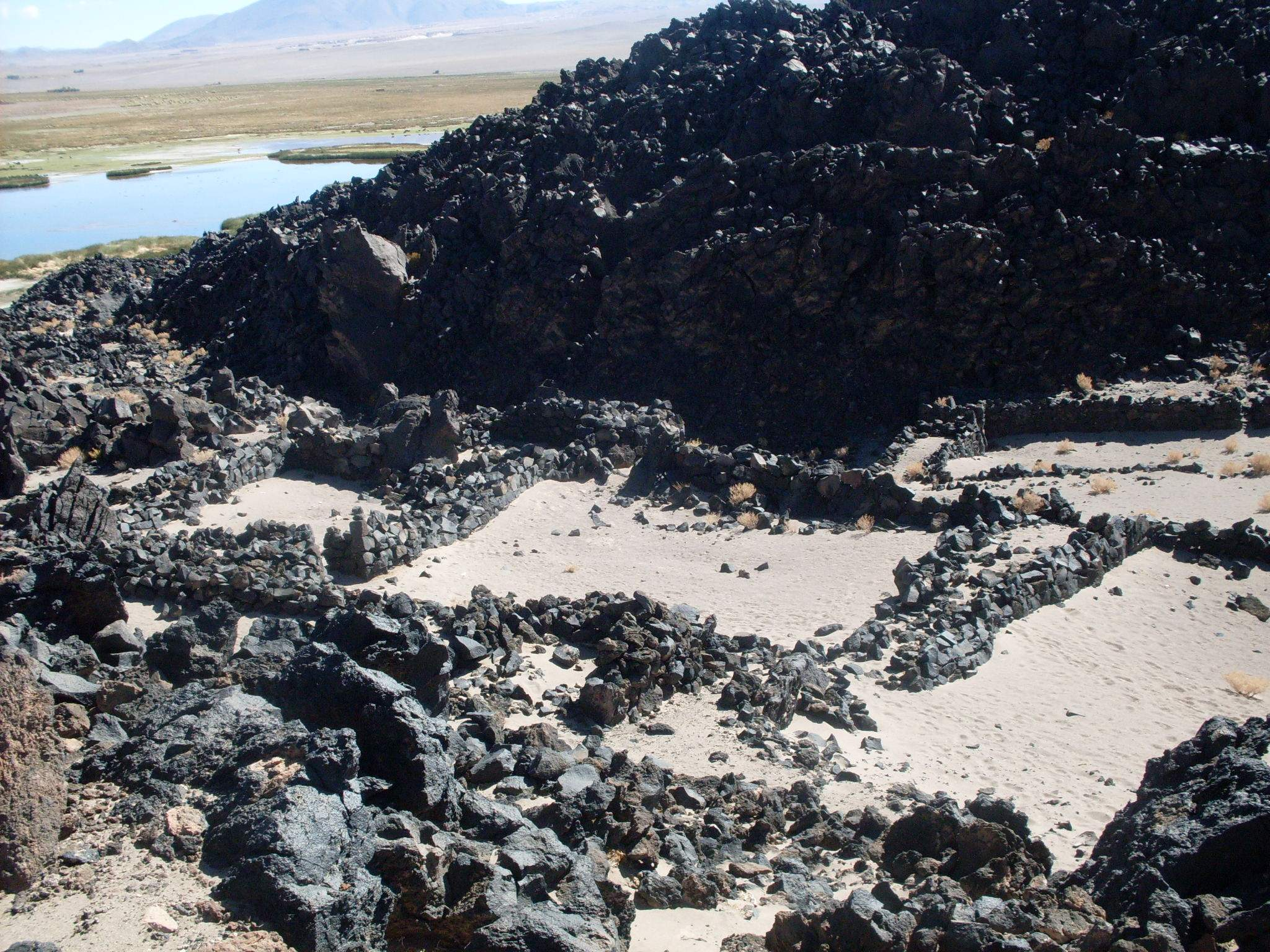
Pucará de La Alumbrera en la provincia de Catamarca.

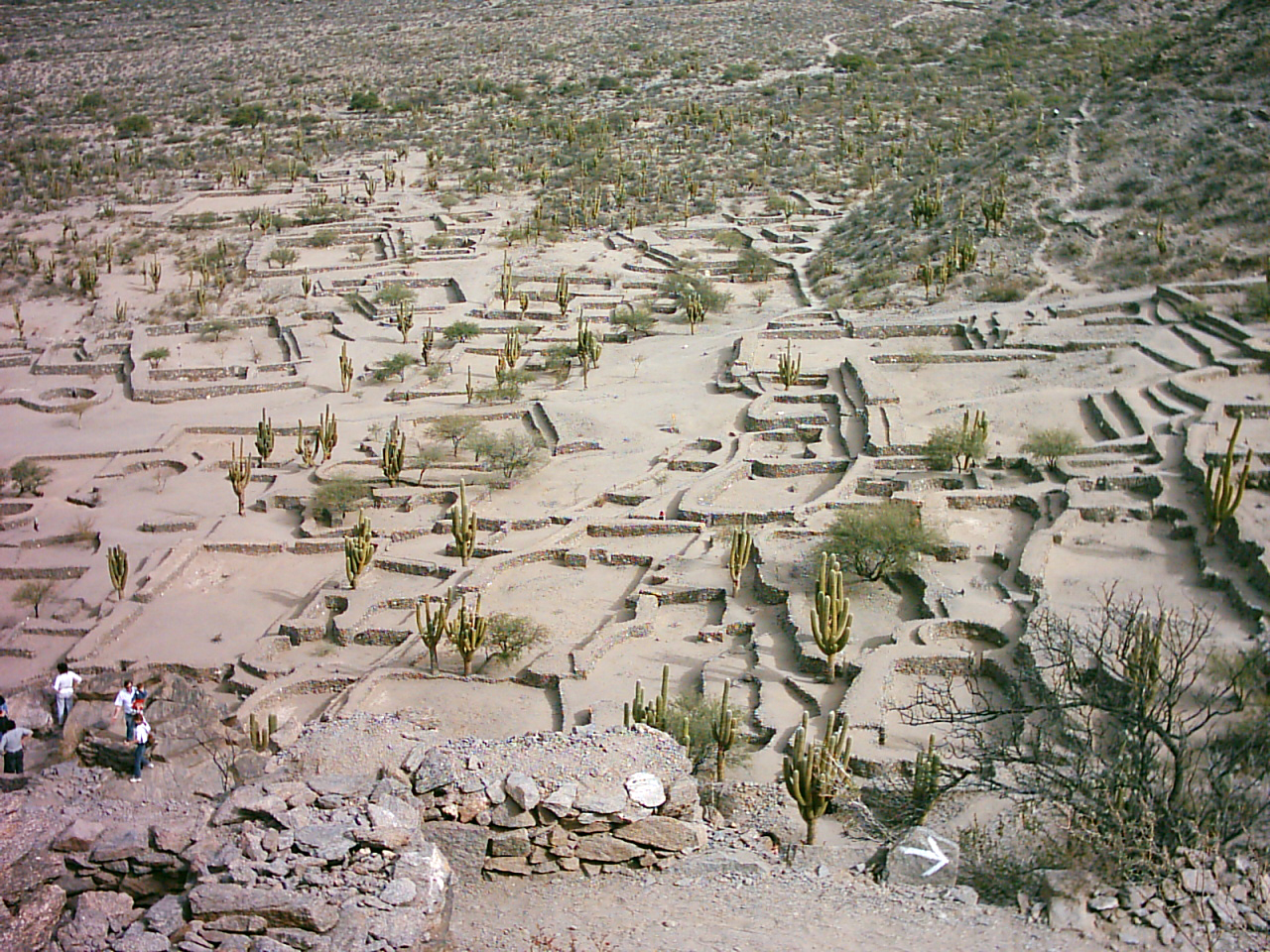
Ruinas de los Quilmes en la provincia de Tucumán.

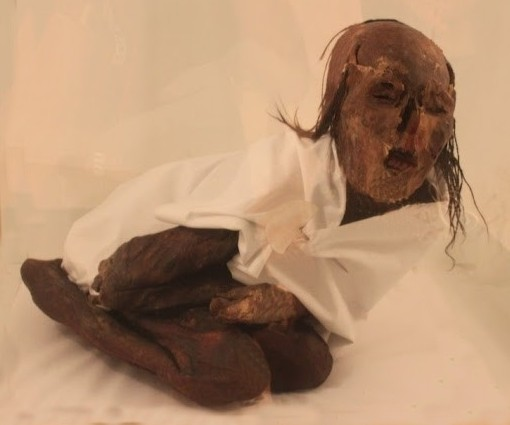
Momia de cerro Chuscha en la provincia de Salta.

Los incas utilizaron construcciones preexistentes, pero también construyeron centros agrícolas y de producción de tejidos, asentamientos, depósitos (collcas), postas (tambos), fortalezas (pucarás) y numerosos santuarios en lo alto de las montañas. Entre los establecimientos incaicos en ruinas más importantes en Quiri Quiri, se encuentran la Tambería del Inca en La Rioja, el pucará de Aconquija y el Shincal de Quimivil o Londres, ambos en Catamarca y las ruinas de Quilmes en Tucumán, la mayoría de las cuales eran preincaicos y fueron organizados en una red urbana dentro de su imperio, estableciendo en ellos puestos de control militar.
Los incas construyeron una red de caminos peatonales recorridos por chasquis, que son conocidos como el camino del Inca, Qhapaq Ñan (significa en quechua camino del rey) o Incañán, que atravesaban el Tahuantinsuyu desde Pasto en el extremo sur de Colombia hasta Uspallata en la provincia de Mendoza, conectando con la capital incaica, la ciudad del Cuzco. Desde el 25 de junio de 2014 el camino del Inca está listado como Patrimonio de la Humanidad por la Unesco. Los caminos tenían un ancho entre 3 y 5 metros en las llanuras y se hacían en línea recta si el terreno lo permitía, despejándolo de obstáculos. El camino del Collasuyo pasaba por los valles Calchaquíes pasando por Tolombón. Ingresaba en la provincia de Catamarca por el valle de Yokavil, siguiendo por el Campo Arenal y el valle de Hualfín para alcanzar el Shincal de Quimivil. En esta zona se desprendía un ramal hacia el valle de Copiapó en Chile, cuyo paso cordillerano no está aclarado. Luego de ingresar en la provincia de La Rioja se dirigía al valle de Antinaco para pasar por Chilecito y torcer luego hacia el oeste por la cuesta de Miranda a través de la sierra de Famatina.
En la carta que el oidor de la Real Audiencia de Charcas licenciado Juan de Matienzo envió al rey de España el 2 de enero de 1566 se mencionan los tambos que había en un sector del camino del Inca, expresando para Quiri Quiri:

De alli a la cibdad de Cordova, que solia ser de espanoles, questa ahora despoblada por el alzamiento de Calchaqui, ques en los diaguitas, seis leguas.
 De alli a los Talombones, pueblo de indios, cinco leguas.
 De alli a los Tambos de la Cienaga, cuatro leguas.
 De alli se aparta el camino del inga para la cibdad de Londres, y de alli para Chili, por la Cordillera de Almagro, que dicen, sobre la mano derecha; y sobre la izquierda se toma el camino para Canete y Santiago del Estero, ques metiendose hacia los llanos del Rio de la Plata.
 De los Tambos de la Cienaga, la primera jornada es a Gualaqueni, ques pueblo de indios, y hay tres leguas, y adelante, tamberia del Inga, una, que son cuatro leguas.
 De alli a la boca de la quebrada, entrada de los Andes de Tucuman, cinco leguas. Esta quebrada se puede huir y hay ya descubierto otro camino.
 De alli a la cibdad de Canete, pueblo de espanoles, nueve leguas, las siete son por la quebrada abajo, donde salen muchos brazos de rios y es el nacimiento del rio del Estero, que entra en el Rio de la Plata. Repartese esto en dos jornadas, cada uno como las quiere tomar, porque en todas partes hay buena dormida.

## Crónicas
El cronista Pedro Cieza de León en Crónica del Perú (1553) al referirse a la Entrada de Diego de Rojas al Tucumán escribió:

E habiéndose dado prisa a andar Montemayor, le encontró en un pueblo que ha por nombre Irequire, que es en el cabo de la provincia e valle de Chicuana, e allí le dio aviso de lo quele manda Diego de Rojas; (...) en aquel paraje estaba el real camino que iba á Chile (...)